# 포세이도니오스

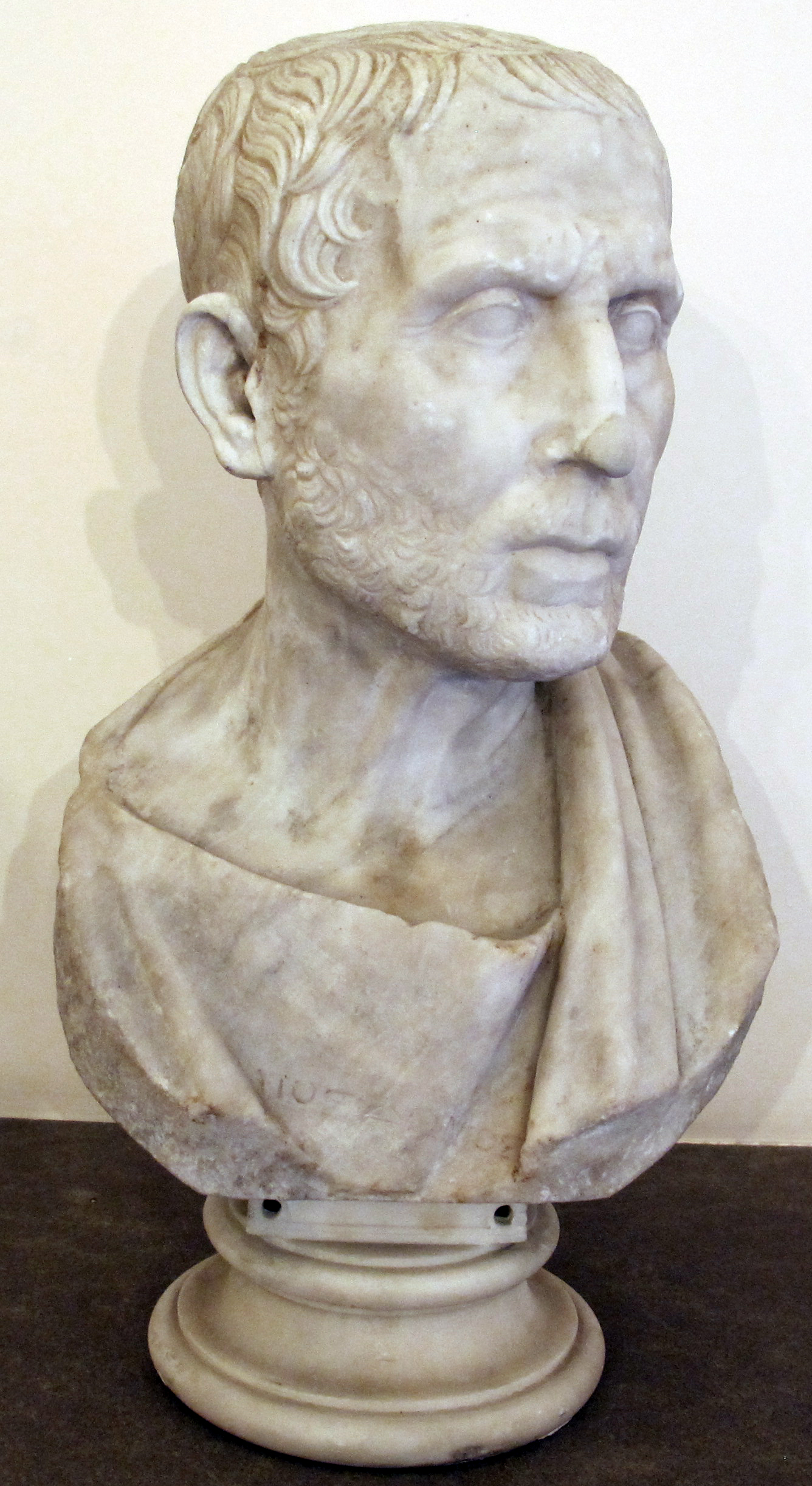

포세이도니오스(영어: Posidonius, Poseidonios of Rhodes, 그리스어: Ποσειδώνιος ὁ Ρόδιος , 아파메이아의 포세이도니오스 Poseidonios of Apameia ( ὁ Απαμεύς ), 기원전 135년경 - 기원전 51년)는 고대 그리스의 철학자, 정치가, 천문학자, 지리학자, 역사학자, 교사이다. 그 시대 최고의 만능 지식인이었다. 방대한 저작을 했어도 현재는 단편 밖에 전해지지 않는다. 스토아 학파(중기 스토아)에 속하며 그의 강의를 들은 사람 중에는 키케로와 폼페이우스도 있었다고 한다.

## 생애
포세이도니오스는 현 시리아 북부에 위치한 로마의 도시 아파메아에서 태어났으며, 이후 아테네에서 파나이티오스 아래서 배웠다. 기원전 95년에 로도스섬으로 이주, 과학 연구를 했다. 로도스섬에서 정치인이 되어 기원전 87년부터 86년 동안 가이우스 마리우스와 루키우스 코르넬리우스 술라 시대의 로마에서 대사를 맡았다. 많은 그리스 지식인과 함께 혼란 한 세계를 안정시키는 세력으로 로마에 기대하였다. 로마 지배층과의 연결은 포세이도니오스의 정치적 입장뿐만 아니라 과학의 연구에도 중요한 것이었다. 로마의 지원을 받고, 로마 지배 지역에 여행할 수 있게 되었다.
로도스에서 여러 번 과학 연구를 위한 여행을 하고 여행한 장소에는 그리스, 에스파니아, 이탈리아, 시실리, 달마티아, 갈리아, 리구리아, 북아프리카, 아라비아의 동해안이 포함된다. 에스파니아는 현재 카디스이다. Gades에서 파도를 연구하고 그 원인이 달의 운동에 있다고 생각했다.
천문학 분야에서는 쿠레오메데스의 저서에 포세이도니오스의 저작이 인용되어 전해지고 있다. 포세이도니오스는 태양이 생명의 근원이라는 이론을 전개했다. 태양의 거리와 크기를 정하고 태양까지의 거리는 지구 반경의 9893 배로 추정했다. 실제 거리의 절반 이하였지만 아리스타루코스들이 내세운 거리보다 크게 더 가까운 것이었다. 또한 달까지의 거리의 측정도 실시했다.
지리학 분야에서는 에라토스테네스의 지구 크기의 견적에서 약 100년 후, 같은 방법을 이용하여 알렉산드리아 - 로도스섬 사이 위도 차이를 측정하고 7.5 도 라는 결과를 얻었다 (실제로는 5도 14 분 정도). 로도스섬은 알렉산드리아보다 약간 서쪽에 있는데, 같은 자오선 상에 있다고 간주하여, 배의 속도로 항해 기간에서 가상 자오선 호의 길이를 5,000 스타디아로 가정하여 지구 전체 둘레로 240,000 스타디아를 얻었다.
키케로에 따르면 포세이도니오스는 태양과 달과 행성의 위치를 나타내는 기구(안티키티라 메커니즘의 원형으로 여겨진다)를 조립한 것으로 알려졌다.